# Деви, Ананда
Ананда Деви (фр. Ananda Devi, 23 марта 1957, Trois Boutiques, Маврикий) — восточно-африканская писательница, пишет на французском языке.

## Биография
Родители — выходцы из Индии, собственное имя — Ananda Nirsimloo-Anenden. Выросла в многоязычной среде (французский, английский, креольский, телугу). Рано начала писать. В 15 лет её рассказ получил премию Радио Франции. Дебютировала книгой рассказов в 1977 году. Закончила Лондонский университет по специальности социальная антропология. Несколько лет провела в Конго-Браззавиль. С 1989 живёт под Женевой, в Ферне-Вольтер.

## Книги
- Солнцестояние/ Solstices (P. Mackay 1977, книга рассказов, рассказ La Cathédrale экранизирован в 2006)
- Le Poids des êtres (Éditions de l’Océan Indien 1987, книга рассказов)
- Улица Пороховой бочки/ Rue la Poudrière (Les Nouvelles Éditions africaines 1988, переизд. Vacoas: Le Printemps, 1997)
- The Primordial Link: Telugu Ethnic Identity in Mauritius (Moka: Mahatma Gandhi Institute, 1990, эссе по антропологии)
- Покрывало Драупади/ Le Voile de Draupadi (L’Harmattan 1993, переизд. Vacoas: Le Printemps, 1999)
- La fin des pierres et des âges (Éditions de l’Océan Indien 1993, книга рассказов)
- L’Arbre-fouet (L’Harmattan 1997)
- Moi, l’interdite (Dapper 2000)
- Les chemins du long désir (Grand Océan 2001)
- Pagli (Gallimard 2001)
- Вздох/ Soupir (Gallimard 2002)
- Долгое желание/ Le Long Désir (Gallimard 2003, стихи)
- La Vie de Joséphin le Fou (Gallimard 2003)
- Eve de ses décombres (Gallimard 2006) — Премия пяти континентов франкофонии, книжная премия Радио Франции, экранизация 2012
- Indian Tango (Gallimard 2007) — специальное упоминание жюри премии Фемина, премия Телевидения романской Швейцарии
- Зелёное сари/ Le sari vert (Gallimard 2009) — премия Луи Гийу
- Quand la nuit consent à me parler (B. Doucey 2011, стихи)
- Les hommes qui me parlent (Gallimard 2011, автобиографическая повесть)
- Les Jours vivants (Gallimard 2013)
- Le rire des déesses, (Grasset, 2021)
- Deux malles et une marmite (Grasset, 2022)

## Признание
Награждена несколькими крупными премиями. Орден Искусств и литературы (2010). Произведения писательницы переведены на английский, немецкий, испанский, хинди. Лауреат Нейштадтской литературной премии (2024).